# Фрезерний спосіб видобутку торфу
Фрезерний спосіб видобутку торфу (рос. фрезерный способ добычи торфа, англ. milling method of peat production; нім. Torfgewinnung f durch Fräsen,  Torfgewinnung f mit Fräsen) – пошарово-поверхневий спосіб розробки торфового покладу, при якому видобуток торфу здійснюється з поверхні тонкими шарами за короткі цикли. Продукція Ф.с.в.т. – фрезерний торф. 
Спосіб включає 3 стадії: 
- отримання торфової крихти шляхом фрезерування верх. шару торфового покладу на глиб. 5—20 мм,
- сушку шару фрезерної крихти на поверхні експлуатац. площі до встановленої вологості,
- прибирання готової продукції в польові штабелі.

Закінчений комплекс робіт від фрезерування до прибирання готової продукції – технологічний цикл; його тривалість 1—2 дні. Після прибирання торфу на експлуатац. площі проводиться нове фрезерування і цикл повторюється. За сезон видобутку торфу в залежності від характеристики шару покладу, що розробляється, погодних умов проводиться 10—50 циклів. Розробка експлуатац. площі проводиться за 5—15 років в залежності від первинної товщини пласта і величини залишкового шару, необхідного для подальшого використання вироблених торфових родовищ. 
Фрезерний спосіб видобутку торфу застосовується на покладах всіх типів без обмеження. 
Підготовка експлуатац. площі для Ф.с.в.т. включає: осушення торфового масиву, звільнення його від деревної рослинності, трав'яного покриву. Ф.с.в.т. відрізняється від інших більш інтенсивною сушкою торфу, коротким технол. циклом, збільшеним видобутком торфу з одиниці площі, меншою трудомісткістю і собівартістю. Рівень його механізації складає бл. 100%. 
Фрезерний спосіб видобутку торфу  застосовують в Бєларусі, РФ, Україні, Ірландії, Фінляндії, Швеції і інш.